# Dylan Haegens
Dylan Haegens (Venray, 23 oktober 1992) is een Nederlands youtuber, regisseur, acteur en ondernemer.

## YouTube
In 2010 begon zijn carrière op YouTube terwijl hij nog bij zijn ouders in Venray woonde. Als kind was hij lid van amateurtoneelclub Paljas in Horst en zat hij op musicalles in Venray. Na de middelbare school volgde hij een acteursopleiding in Nijmegen. Haegens volgde de mbo-opleiding artiest en cultureel ondernemer.
Zijn eerste filmpjes maakte hij toen hij een jaar of twaalf was met de camera van zijn opa, inmiddels heeft hij bijna twee miljoen volgers op YouTube. Zijn eerste filmpje was een parodie op een televisiekanaal. Hij nam de video op met zijn vriend Teun Peters. In de video's die hij maakte onder de naam Dutchvlogs had Dylan Haegens vaak een zonnebril op, omdat hij liever niet herkend wilde worden. De filmpjes van Haegens zijn bedoeld voor de doelgroep 12 tot 21 jaar. In zijn video's worden aansprekende voorvallen en problemen behandeld die veelal binnen deze doelgroep spelen zoals uit de klas gestuurd worden, mislukte pranks en beschamende ouders. Zijn video's zijn in totaal al meer dan 1 miljard keer bekeken.
In 2010 moest Haegens op last van een advocatenkantoor zijn YouTube-kanaal met de naam Dutchvlogs verwijderen, omdat er al een ander bedrijf bestond met bijna dezelfde naam. Vervolgens ging Haegens onder zijn eigen naam verder.
In december 2014 maakte Haegens op Twitter bekend meer dan 250.000 abonnees te hebben bereikt. In 2015 stoomde Haegens door naar de 400.000 abonnees met zijn hoofdkanaal. 
In 2016 was Haegens deelnemer aan het programma Het Jachtseizoen van StukTV. Hij wist van hen te ontsnappen en eindigde op de tweede plek. In 2022 deed Haegens opnieuw mee aan het programma Jachtseizoen in de hardcore-variant, waarin hij ook weer wist te ontsnappen.
Op 8 januari 2017 behaalde Haegens op zijn hoofd YouTube-kanaal de mijlpaal van 1 miljoen abonnees. Inmiddels - mei 2024 - heeft hij daar 2.000.000 abonnees.
In december 2018 kreeg Haegens zijn eigen maandelijkse tijdschrift: De Dylan. Na zes edities is het tijdschrift gestopt wegens te hoge productiekosten en te lage verkopen.
Haegens nam jaarlijks deel aan het jonge evenement YOUTUBERSxTOVERLAND in Attractiepark Toverland. Vanwege de coronacrisis werd dit evenement in 2020 afgelast.

### Team DylanHaegens
In 2010 besloot Haegens een tweede kanaal te beginnen, 'Dylanhaegens2'. "Kijkers stuurden berichten dat ze wilden weten hoe ik echt ben", zo legde hij uit. "Want in mijn sketches acteer ik. Maar persoonlijke filmpjes passen niet op het kanaal Dylanhaegens, vond ik, dat is een kanaal voor komedie."
In juni 2016 veranderde Haegens de naam 'Dylanhaegens2' in 'TeamDylanHaegens' omdat hij dit beter vond passen, aangezien de andere leden van het team een net zo belangrijke rol spelen voor het kanaal. Dit team bestond anno 2016 uit Teun Peters (camera), Rick Vermeulen (ontwerp/animaties) en zijn vriendin Marit Brugman (scripts en productie). Alle teamleden hebben inmiddels hun eigen kanaal op YouTube: Brugman heeft het kanaal Marit tussen de mannen, Teun Peters en Rick Vermeulen hebben een kanaal onder hun eigen naam. Naast deze teamleden werken er ook heel wat vrienden en stagiaires mee aan de video's, waarin ze soms ook te zien zijn.
Haegens beantwoordt op dit kanaal vragen van fans, en neemt het samen met zijn vriendin Marit Brugman op tegen zijn twee collega's, cameraman Teun Peters en animator Rick Vermeulen. Het team speelt bijvoorbeeld een potje moeilijke woorden spellen. Van 24 maart 2015 tot 14 mei 2019 was er elke dinsdag een animatie over de vier vrienden te zien, daarna werd er minder vaak een animatie online gezet. Anno 2020 wordt er elke week op vrijdag een challenge geüpload en op dinsdag een andere video waarvan het onderwerp varieert.

### DylanHaegens Gaming
In 2020 besloot Haegens een Game-kanaal te maken genaamd ''DylanHaegens Gaming''.
Hij maakt op dit kanaal verschillende dingen die met games te maken hebben. Hij heeft ook zijn eigen Discord Server.

### Legends of Gaming NL
Haegens was 1 van de deelnemers van het vijfde seizoen van Legends of Gaming NL. Hij was de zesde Mystery Legend en wist een plekje in het toernooi te krijgen en wist te blijven tot de finalemaand van dit seizoen, waar hij uiteindelijk net voor de kwartfinale uit het toernooi werd gegooid door Duncan Massink en zo de vijfde plek wist te pakken.

## Destembermaand
In 2013 kwam Haegens in december met de decembermaand. Dit hield in dat hij telkens twee afleveringen van vier nieuwe series liet zien, in 2018 werd dit aangepast naar een aflevering per serie. Begin januari kon gestemd worden door de fans op de favoriete serie. Deze serie zou dan een heel jaar lang getoond worden op zijn kanaal, tot de volgende decembermaand, na de decembermaand van 2019 werden de beste twee series een halfjaar lang getoond op het kanaal. 'Top 10' was echter zo'n succes dat Haegens besloot deze serie te behouden en de winnende serie van de decembermaand erbij te nemen als tweede serie. In 2020 werd de naam veranderd naar 'Destembermaand'. In 2021 vond de Destembermaand niet plaats.
|   | Gewonnen serie |
|   | Verloren serie |
|   | Geen deelname  |
| 1 | Rang per jaar  |

|                              | 2013 | 2014 | 2015 | 2016 | 2017 | 2018 | 2019 | 2020 |
| ---------------------------- | ---- | ---- | ---- | ---- | ---- | ---- | ---- | ---- |
| De Top 10                    | 1    |      |      |      |      |      |      |      |
| De Tosti Vent                | 3    |      |      |      |      |      |      |      |
| Horror Night                 | 4    |      |      |      |      |      |      |      |
| Dylan tegen...               | 2    |      |      |      |      |      |      |      |
| Sketchy                      |      | 3    |      |      |      |      |      |      |
| Naar bed met...              |      | 1    |      |      |      |      |      |      |
| Prank                        |      | 4    |      |      |      |      |      |      |
| Dit Ben Ik                   |      | 2    |      |      |      |      |      |      |
| Bucketlist                   |      |      | 2    |      |      |      |      |      |
| Parodie                      |      |      | 3    |      |      |      |      |      |
| Cliffhanger                  |      |      | 1    |      |      | 1    |      |      |
| Het Leven Van                |      |      | 4    |      |      |      |      |      |
| Nailed It                    |      |      |      | 1    |      |      |      | 1    |
| Koning Tosti                 |      |      |      | 4    |      |      |      |      |
| Non-Bucketlist               |      |      |      | 2    |      |      |      |      |
| Movie Trailer                |      |      |      | 3    |      |      |      |      |
| Test It                      |      |      |      |      | 2    |      |      |      |
| We Doen Maar Wat             |      |      |      |      | 4    |      |      |      |
| Truth or Dare                |      |      |      |      | 3    |      |      |      |
| Bestemming Onbekend          |      |      |      |      | 1    |      |      |      |
| Break The Record             |      |      |      |      |      | 3    |      |      |
| Wat is...                    |      |      |      |      |      | 4    |      |      |
| Reclamecheck                 |      |      |      |      |      | 2    |      |      |
| Man vs Vrouw                 |      |      |      |      |      |      | 4    |      |
| Keeping Up with Henk & Annie |      |      |      |      |      |      | 2    |      |
| De Eerste Keer               |      |      |      |      |      |      | 3    |      |
| Genânte Schoolmomenten       |      |      |      |      |      |      | 1    |      |
| Disniks                      |      |      |      |      |      |      |      | 2    |
| Secret Make Over             |      |      |      |      |      |      |      | 3    |
| Hoe dan?                     |      |      |      |      |      |      |      | 4    |

## Series

### Top 10
Vooral Haegens' 'Top 10'-video's zijn populair. In deze sketches stelt hij een top 10 samen van een bepaald onderwerp. Enkele voorbeelden hiervan zijn '10 manieren om de klas uitgestuurd te worden', '10 mensen met superkrachten' en '10 gestoorde gamers'. De Top 10-video's trekken gemiddeld meer dan een 1,5 miljoen kijkers per aflevering.

### Milkshake-vlogs
Samen met Mert Ugurdiken (Mertabi) nam hij iedere dinsdag de milkshake-vlogs op. In een auto reden ze naar een vestiging van McDonald's voor een milkshake, terwijl ze alles bespraken van de afgelopen week. Haegens is tevens bekend vanwege zijn medewerking aan de online serie 'Marokkaan-geeft-rijles' van Mert Ugurdiken. Tevens werkte hij mee aan video's van Milan Knol.

### Naar bed met
In 2014 won de serie 'Naar bed met' de decembermaand. In deze serie ging Haegens slapen bij een andere youtuber.

### Cliffhanger
De winnende serie van de decembermaand in 2015 was 'Cliffhanger', deze serie was een verhaal waarin alle afleveringen elkaar opvolgden, na elke aflevering konden kijkers ideeën insturen over wat ze wilden zien in de volgende aflevering. In 2018 kwam cliffhanger opnieuw in de decembermaand en won deze weer.

### Nailed It
In 2016 won 'Nailed It' de decembermaand. In deze serie streed het team in duo's tegen elkaar, waarbij ze dingen zo goed mogelijk moesten namaken.

### Bestemming Onbekend
In 2017 won de serie 'Bestemming Onbekend' de decembermaand. Aan het begin van elke aflevering wist het team niet wat de bestemming zou worden. Dit werd bepaald door iets willekeurigs, zoals een voetbaltoernooi op FIFA. Eenmaal op locatie moest het team een opdracht uitvoeren.

### Gênante Schoolmomenten
In 2019 won de serie 'Gênante Schoolmomenten' de decembermaand. In deze serie werden gênante momenten op school door het team in sketchvorm opgenomen die de kijkers hadden ingestuurd.

### Keeping Up with Henk & Annie
In 2019 werd de serie 'Keeping Up with Henk & Annie' tweede van de decembermaand. In deze serie werd het leven van twee 'typische Nederlanders' in sketchvorm opgenomen.

### Samenvatting
| Serie                        | Jaren      | Afleveringen |
| ---------------------------- | ---------- | ------------ |
| De Top 10                    | 2014-heden | 254+         |
| Naar bed met...              | 2015       | 6            |
| Cliffhanger                  | 2016, 2019 | 36           |
| Nailed It                    | 2017       | 22           |
| Non-Bucketlist               | 2017, 2019 | 4            |
| Bestemming Onbekend          | 2018       | 6            |
| Genânte Schoolmomenten       | 2020       | 7            |
| Keeping Up with Henk & Annie | 2020       | 5            |

## Producent
Haegens is sinds 2015 eigenaar van videoproductiebedrijf Haegens Media, officieel "Liever Sociaal" geheten, dat entertainment-content produceert voor zijn eigen YouTube-kanalen en voor klanten van het bedrijf. Het bedrijf houdt kantoor in zijn geboorteplaats Venray.

## Film

### De Film van Dylan Haegens
Op 18 maart 2018 maakte Haegens bekend via YouTube dat er een eigen bioscoopfilm zou komen. Op 16 augustus 2018 ging Haegens' eigen bioscoopfilm, De Film van Dylan Haegens, in première.

### Superkrachten voor je hoofd
Op 1 augustus 2023 is bekend gemaakt dat er een nieuwe bioscoopfilm in productie is.  De film 'Superkrachten voor je hoofd' ging op 7 juli 2024 in première en was vanaf 10 juli 2024 voor iedereen te zien in de bioscoop.

## Filmografie
| Film        | Film                                     | Film                 | Film                                       |
| Jaar        | Productie                                | Rol                  | Opmerkingen                                |
| ----------- | ---------------------------------------- | -------------------- | ------------------------------------------ |
| 2011        | Razend                                   | Klasgenoot           | Gastrol                                    |
| 2014        | Guys Night                               | Herman               | Korte film door Bardo Ellens               |
| 2015        | The SpongeBob Movie: Sponge Out of Water | Karel de Zeemeeuw    | Nasynchronisatie                           |
| 2016 • 2022 | Het Jachtseizoen                         | Zichzelf             | Programma van StukTV, beide keren ontsnapt |
| 2018        | De Film van Dylan Haegens                | Dylan Haegens        | Eigen bioscoopfilm                         |
| 2018        | Asterix: Het geheim van de toverdrank    | Teleferix            | Nasynchronisatie                           |
| 2019        | The Lego Movie 2: The Second Part        | Aquaman              | Nasynchronisatie                           |
| 2020        | De piraten van hiernaast                 | Papegaai zonder naam | Nasynchronisatie                           |
| 2024        | Superkrachten voor je hoofd              | Snotman              | Eigen bioscoopfilm                         |

## Prijzen
| Jaar | Prijs                           | Categorie                    | Opmerking   |
| ---- | ------------------------------- | ---------------------------- | ----------- |
| 2016 | VEED Awards                     | Beste Comedy YouTuber        | Gewonnen    |
| 2017 | VEED Awards                     | Beste Comedy YouTuber        | Gewonnen    |
| 2017 | VEED Awards                     | Beste Mannelijke YouTuber    | Gewonnen    |
| 2018 | Het gala van de gouden K's 2017 | YouTuber Van Het Jaar        | Gewonnen    |
| 2018 | VEED Awards                     | Beste Comedy YouTuber        | Gewonnen    |
| 2019 | VEED Awards                     | Beste Comedy YouTuber        | Genomineerd |
| 2019 | Het gala van de gouden K's 2018 | Grave Gast Van Het Jaar      | Genomineerd |
| 2019 | Het gala van de gouden K's 2018 | Internetvedette Van Het Jaar | Gewonnen    |
| 2019 | YouTube Starry Night Award 2019 | 9e Best Bekeken Video        | Gewonnen    |
| 2020 | Het gala van de gouden K's 2019 | Internetvedette van het jaar | Gewonnen    |
| 2021 | Legends of Gaming NL            | Legends of Gaming 2020-2021  | 5e          |

- Nederlandse Thesaurus van Auteursnamen: 41289842X
- Virtual International Authority File: 763150943132626760003
- WorldCat: E39PBJhGY3xxwdRVTRCMJQX68C